# Karangdempel
Karangdempel is een bestuurslaag in het regentschap Brebes van de provincie Midden-Java, Indonesië. Karangdempel telt 6509 inwoners (volkstelling 2010).